# William Dumazy
William Dumazy (Bruyelle, 10 juni 1947 - Luik, 9 juli 2004) was een Belgisch jurist. Hij was van 2000 tot zijn overlijden eerste voorzitter van het Rekenhof.

## Biografie
William Dumazy promoveerde in 1970 aan de Université de Liège tot doctor in de rechten en trad in 1971 in dienst bij het Rekenhof als adjunct-auditeur. Hij werd in 1986 tot raadsheer in de Franse Kamer benoemd, in 1992 tot voorzitter van de Franse Kamer en in november 2000 tot eerste voorzitter van het Rekenhof in opvolging van Jeroom Van de Velde.
Vanaf 1994 was hij schatbewaarder van de Association des institutions supérieures de contrôle ayant en commun l'usage du français (AISCCUF) en vanaf oktober 2001 voorzitter van de Commissie voor de interne-controlenormen voor de internationale organisaties van de Internationale organisatie van hoge controle-instanties (INTOSAI). Hij was extern auditeur bij de Verenigde Naties (1980-1982), adjunct-kabinetschef van Waals minister van Begroting en Energie Philippe Busquin (PS), lid van de Raad van de Controledienst voor de Ziekenfondsen (1990-1994), rekeningencommissaris bij
het Europees Ruimteagentschap (1994-1998) en extern verificateur bij Interpol (1999-2004). Hij was eveneens voorzitter van het College van rekeningencommissarissen bij het autonome
overheidsbedrijf De Post, docent budgettaire principes en medeauteur van twee werken gewijd aan de overheidsfinanciën in het nieuwe federale België (1992) en aan de schuld van de openbare overheden (2003).
- Gemeinsame Normdatei: 171193520
- International Standard Name Identifier: 0000 0000 3206 0906
- Library of Congress Control Number: n93102102
- Système universitaire de documentation: 076110060
- Virtual International Authority File: 73073287
- WorldCat: E39PCjx4BF9GkvWRwyRcY8xKv3